# Giovanni Battista Bastiani
Giovanni Battista Bastiani (* 12. Dezember 1714 in Venedig; † 20. November 1786 in Breslau) war ein katholischer Geistlicher und Unterhändler Preußens in Rom.
Bastiani war der Sohn eines venezianischen Schneiders. Er soll Franziskaner gewesen, dann in Venedig preußischen Werbern in die Hände gefallen sein. Der Abbé Bastiani galt als „Intimus und Berater Friedrichs II.“ von Preußen. Er wurde vom König wegen seiner Bildung und gesellschaftlichen Kultur bevorzugt. Er galt als Günstling und kirchenpolitischer Vertrauensmann des Königs, vor allem bei den katholischen Herrschaften; daher saß er regelmäßig am Runden Tisch in Berlin. „Sein Leben, durch reiche schlesische Pfründen äußerlich gesichert, bewegte sich zwischen den Kämpfen mit dem adeligen Domkapitel und der Verbundenheit mit dem aufgeklärten Bürgertum Breslaus“.
Vom Dezember 1747 bis Juli 1748 war er als preußischer Unterhändler in Rom. Dort verhandelte er um die nachträgliche Anerkennung des Grafen Philipp Gotthard von Schaffgotsch als Bischof von Breslau. Am 5. März 1748 erhielt Schaffgotsch von Papst Benedikt XIV. die Wahlbestätigung.
Giacomo Casanova, der ihn 1766 in Breslau kennen lernte, war voll des Lobes über den Sohn eines Schneiders, doch schildert er einige Einzelheiten gänzlich anders. Nach ihm war Bastiani „bisexuell, liebte eine Frau im elften Stock seines Hauses, war vielleicht Vater ihrer Kinder; er war aus einem Franziskanerkloster entflohen, nach dem Haag gegangen, hatte dort den venetianischen Gesandten Tron aufgesucht.“ Mit diesem hatte er sich zum Preußenkönig begeben. „Er war blond, schön von Gesicht, gut gewachsen und sechs Fuß hoch; ich habe niemals einen schöneren Mann gesehen. Außerdem war er sehr geistreich, besaß ausgezeichnete Kenntnisse der Literatur, große Beredsamkeit, eine verführerische Stimme, ein sehr heiteres Gemüt, eine zahlreiche und gutgewählte Büchersammlung, einen guten Koch und einen ausgezeichneten Keller.“ Ein Brief Bastianis an Casanova, datiert auf den 19. Juli 1766, wurde in Dux aufgefunden, wo Casanova seine letzten Jahre verbrachte. Er befindet sich heute im Staatsarchiv Prag.